# Jolanda Granato
Jolanda Granato (Nocera Inferiore, 15 marzo 1975) è una giornalista, conduttrice radiofonica e doppiatrice italiana. È nota soprattutto per essere la voce italiana di Ino Yamanaka in Naruto e Naruto Shippuden.

## Biografia

### Carriera televisiva
Ha iniziato la sua carriera presso Telenuova, Telecapri e Canale 21 conducendo trasmissioni sportive negli anni tra il 1993 e il 1995.
Nell'autunno del 1999 ha collaborato con Giallo 4, trasmissione giornalistica sui casi di cronaca irrisolti, in onda su Rete 4. Tra il 2000 e il 2001 ha condotto notiziari in video sul canale satellitare 102.5 Hit Channel.
Ha collaborato con Target (Canale 5), come speaker e scrivendo i testi per i servizi di costume e attualità. Dal 2004 è la voce dei documentari sulle star Love Chain (Fox Life) e di Wanna come in?, Dismissed e Raccomends (MTV).
Dal 2005 al 2011 è stata la voce ufficiale dei promo del canale Playhouse Disney. È stata una delle voci del Meteo di Canale 5 e di Nivea, dal 30 aprile 2015 è la speaker del canale per bambini Frisbee e da luglio 2024 è anche la speaker del canale per bambini Cartoonito.
Dal 2014 al 2017 è stata la voce dei promo del canale Fine Living Italia, mentre dal 2017 diventa voce dei promo del canale Food Network Italia.

### Carriera radiofonica
In radio le sue prime esperienze  sono state a RTA Radio di Nocera Inferiore. In seguito per qualche tempo si è occupata delle news per R101.
Nel 1997 è approdata a RTL 102.5, dove ha condotto "Totem, il mistero in onda" insieme a Giorgio Medail, con il quale ha anche scritto un libro dal titolo Totem, pubblicato dall'Editrice Armenia.
Tra il 1999 e il 2001 ha condotto insieme a Fulvio Giuliani "Non stop news", programma di informazione in onda tutte le mattine, mentre tra il 2005 e il 2006 si è occupata della versione week-end del programma insieme a Massimo Discenza.
Nella stagione 2005-2006 è stata la volta di "Radio Angels", un programma ispirato al telefilm Charlie's Angels.
Per diversi anni ha fatto parte della redazione di RTL 102.5 e ha condotto il "Giornale orario" della rete. A partire da settembre 2008 ha affiancato Pierluigi Diaco alla conduzione di Onorevole DJ, talk show radiofonico in onda nella notte di RTL 102.5.
Dal 2013 al 2014 ogni lunedì affiancava Maurizio Costanzo e Pierluigi Diaco al Radio Costanzo Show su RTL 102.5.
Il 30 settembre 2014 ha lasciato dopo 17 anni RTL 102.5.

## Doppiaggio

### Film
- Kerry Condon in Avengers: Age of Ultron, Captain America: Civil War, Spider-Man: Homecoming, Avengers: Infinity War, Avengers: Endgame
- Olivia Llewellyn in I Love Radio Rock
- Jake D. Smith in Air Bud vince ancora
- Camilla Arfwedson in Wrong Turn 5 - Bagno di sangue
- Camilla Luddington in Quello che veramente importa
- Erik Per Sullivan in Wendigo
- Araba Walton in Berlin Calling
- Maya Parish in Leeches!
- Mariana Anghileri in Il passato
- Rinko Kikuchi in 47 Ronin
- Rachael Leigh Cook in Big Empty - Tradimento fatale
- Sophie Monk ne Le colline sanguinano
- Autumn Reeser in Una spia al liceo
- Ashley Benson in Cheerleader Scandal
- Pom Klementieff in Newness
- Cecilie Svendsen in Blasted - In due contro gli alieni
- Anna Maria Mühe in Blame the Game
- Fredrik Hallgren in Due fuori pista 2
- Rian Gerritsen in Almost Cops

### Film d'animazione
- Gintama the Movie: A New Translation - Capitolo di Benizakura, Gintama the Movie: Capitolo finale - Tuttofare per sempre, Gintama the Movie: The Final - Kagura
- Sword Art Online: Progressive - Aria of a Starless Night, Sword Art Online: Progressive - Scherzo of Deep Night - Asuna Yuuki
- Naruto Shippuden - Eredi della Volontà del Fuoco, Naruto - La via dei ninja, The Last: Naruto the Movie - Ino Yamanaka
- Fate/stay night: Heaven's Feel - I. presage flower, Fate/stay night: Heaven's Feel - II. lost butterfly - Taiga Fujimura
- Le avventure di Sammy - Neve
- La scuola più pazza del mondo - Miko
- Doraemon - Il film - Jaiko
- Doraemon - Il film 2 - Jaiko, Maestra di Cerimonie
- My Little Pony - Il film - Capitan Celaeno
- È arrivato il Broncio - Mary da giovane
- Fullmetal Alchemist - The Movie: Il conquistatore di Shamballa - Sheska
- Doraemon - The Movie: Le mille e una notte - Mikujin
- My Little Pony - Equestria Girls - Rainbow Rocks - Sonata Dusk
- My Little Pony: una nuova generazione - Queen Haven
- Pokémon: Jirachi Wish Maker - Jirachi
- Lupin III - La lapide di Jigen Daisuke - Queen Malta
- One Piece Gold - Il film - Koala
- Barbie - La principessa e la popstar - Keira
- Sword Art Online - The Movie: Ordinal Scale - Leafa / Suguha Kirigaya
- My Hero Academia: Heroes Rising - Slice
- Goblin Slayer The Movie: Goblin’s Crown - Cow Girl
- Bleach: The DiamondDust Rebellion - Soifon
- America: il film - Thomas Edison

### Serie televisive
- Vanessa Kirby in The Crown
- Rachelle Lefèvre in Under the Dome
- Zoe Naylor in Le sorelle McLeod
- Ashley Jensen in Incinta per caso
- Desi Lydic in Diario di una nerd superstar
- Grace Park in Edgemont
- Cymphonique Miller in How to Rock
- Cori Cooper in My Life as Liz
- Kristin Cavallari in Laguna Beach
- Jamie Hawkins-Dady in Ti presento i Robinson
- Vanessa Guide in No Limit
- Dafne Fernández in Tierra de Lobos - L'amore e il coraggio
- Mariana Lessa in Julie - Il segreto della musica
- Preeti Desai in The Guardians of Justice
- Kelly Hu in Hawaii Five-0
- Kelly Sullivan in Henry Danger
- Brooke D'Orsay in Il ragazzo che gridava al lupo... Mannaro
- Katie Cassidy in Gossip Girl
- Becki Newton in How I Met Your Mother
- Anna Paquin in L'altra Grace
- Kim Kardashian in In cucina con Paris
- Zoe Perry in Scandal
- Chelle Ramos in The Purge
- Viña Machado in Cent'anni di solitudine

### Telenovelas e soap opera
- Dayanara Torres in Watch Over Me
- Macarena Paz in Cata e i misteri della sfera
- Sandra Blázquez e Claudia Pellicer in Una vita
- Carolina Gómez in Sangre de mi tierra

### Serie animate
- Lori e Lana Loud in A casa dei Loud e I Casagrande
- Doug Orco in Wallykazam!
- Foo in Harvey Beaks
- Lilith Clawthorne in The Owl House - Aspirante strega
- Zhalia Moon in Huntik - Secrets & Seekers
- Matilda, Zrya (dall'episodio 62), Nyorai in Shaman King
- Chris in Yu-Gi-Oh!
- Blair in Yu-Gi-Oh! GX
- Mina Simmington e Luna in Yu-Gi-Oh! 5D's
- Matilda (seconda voce) in Beyblade G-Revolution
- Madoka in Beyblade Metal Fusion
- Anna in La famiglia Nickelodeon
- Chiriko Tsurumi in Ano Hana
- Hanna in Magica Doremì
- Panzo in Mirmo!!
- Jaiko in Doraemon
- Mash in Tokyo Mew Mew - Amiche vincenti
- Ino Yamanaka in Naruto e Naruto Shippuden
- Hokuto Sumeragi in X
- Amy in Burst Angel
- Wakaba in La stirpe delle tenebre
- Sara Naegino in Kaleido Star
- Edouard de Villefort in Il conte di Montecristo
- Ashlynn Ella in Ever After High
- Shiro Kabuto in Mazinger Edition Z: The Impact!
- Sheska in Fullmetal Alchemist e Fullmetal Alchemist: Brotherhood
- Zatch Bell e Zeno Bell in Zatch Bell!
- Blanca in Sugar Sugar Rune
- Fubuki Toudo in Kilari
- Shin in Pretear - La leggenda della nuova Biancaneve
- Dorothy in MÄR Heaven
- Amore in PopPixie
- Hao in Kung Fu Panda - Mitiche avventure
- Violet, Boa Sandersonia, Madame Shirley (2ª voce) e Chiffon in One Piece
- Misaki Nakahara in Welcome to the NHK
- Rena Mizunashi/Kir in Detective Conan
- Emilia in Romeo × Juliet
- Lovelyn in The Qpiz
- Angel in Kuu Kuu Harajuku
- Priscilla in Claymore
- Yuri in Mermaid Melody - Principesse sirene
- Vicky in Monsuno
- Whitney Biskit in Littlest Pet Shop
- Bolbi in Le avventure di Jimmy Neutron
- Kai-Lan Chow in Ni Hao, Kai-Lan
- Ines in Zorro - La leggenda
- Reiko Haga in Comic Party
- Laa-Laa in Teletubbies (2ª voce)
- Seamus in Le avventure di Piggley Winks
- Keira in Barbie - La principessa e la popstar
- Martes in Pokémon Diamante e Perla
- Agente Jenny in Pokémon (dalla 17ª stagione)
- Rika Minami in Highschool of the Dead
- Taiga Fujimura in Fate/stay night: Unlimited Blade Works
- Luna in Godannar
- Sophie in Twin Princess - Principesse gemelle
- Alyxia in Pokémon Sole e Luna
- Retsuko in Aggretsuko
- Vados (ep.79+) e Coccotte in Dragon Ball Super
- Lady Upturn in Spongebob, Kamp Koral - SpongeBob al campo estivo, Lo show di Patrick Stella
- Sam in Marblegen
- Cow Girl in Goblin Slayer
- Nonoko Kishii in The Dragon Dentist
- Alea Golt/Pony Goodlight in Lost Song
- Asuna Yūki in Sword Art Online: Alicization
- I-Pin in Tutor Hitman Reborn!
- Madre in Edens Zero
- Malty S Melromarc in The Rising of the Shield Hero
- Takuya in Kotaro abita da solo
- Chitose Kizuki e Nao Shimura in My Hero Academia
- Demetra, Ilta Farma e Ryana Lietz in DanMachi
- Sumire Hara in Assassination Classroom
- Mila in Morphle
- Monciccì in Mon cicci (ridoppiaggio Yamato Video 2009)
- Betty in Summer e Todd - L'allegra Fattoria
- Lamù in Lamù e i Casinisti Planetari - Urusei Yatsura
- Akubi in Genie Family - Il ritorno del Mago Pancione
- Tia in Overlord
- Ayaka in The After-Dinner Mysteries
- Hetaro Pearlbaton in Re:Zero - Starting Life in Another World
- Laffi in Made in Abyss
- Personaggi minori in Yatterman
- Nu in The Eminence in Shadow
- Camilla in Spy × Family
- Kagura e Kouka in Gintama (ep.50+)
- Ryouta Sekiguchi e Kagali in That Time I Got Reincarnated as a Slime
- Bastien in Alice & Lewis
- Oria in Orizzonti Pokémon: La serie

### Videogiochi
- Lizzie in Age of Empires III: Age of Discovery (2004)
- Sylvie Laroux in Chronicles of Mystery - Il rituale dello scorpione (2008)[1]
- Mike Uno Julliet in Battlefield: Bad Company (2008)[2]
- Elika in Prince of Persia (2008)
- Patricia Tannis in Borderlands (2009),[3] Borderlands 2 (2012)[4] e Borderlands 3 (2019)[5]
- Quinn in League of Legends (2009)
- Kayla SilverFox in X-Men le origini - Wolverine (2009)
- Caterina Sforza in Assassin's Creed II (2009)[6] e Assassin's Creed: Brotherhood (2010)[7]
- Nova in StarCraft II (2010)
- Lauren Winter in Heavy Rain (2010)[8]
- Francesca Scaletta in Mafia II (2010)[9]
- Auriel e Nesrina in Diablo III (2012)[10]
- Kalista Curnow in Dishonored (2012)[11]
- Sprocket in Skylanders: Giants (2012)
- Sommo Inquisitore Laura/Dafne Belleduque in Il professor Layton vs Phoenix Wright: Ace Attorney (2012)
- Nilin in Remember Me (2013)[12]
- Opía Opito in Assassin's Creed IV: Black Flag (2013)[13]
- Valeera Sanguinar e Costruttrice di draghi in Hearthstone (2014)[14]
- Riley in The Last of Us: Left Behind (2014)[15]
- Margaret in Sunset Overdrive (2014)[16]
- Auriel e Lady Gwyndolin in Diablo III: Reaper of Souls (2014)[10]
- Auriel, Valeera Sanguinar e Nova in Heroes of the Storm (2015)[17]
- Claire Redfield in Resident Evil: Revelations 2 (2015)[18]
- Mileena e Kitana in Mortal Kombat X (2015),[19] Mortal Kombat 11 (2019)[20] e Mortal Kombat 1 (2023)[21]
- Auriel, Valeera Sanguinar e Nova in Heroes of the Storm (2015)[17]
- Donny Kowalsky, K1-98, Magnolia e Signora Whitfield in Fallout 4 (2015)[22]
- L'Automa e Lady Maria in Bloodborne (2015)[23]
- Frost in Tom Clancy's Rainbow Six: Siege (2015)
- Suzie Bruhn in Tom Clancy's The Division (2016)[24]
- Milena The Forger in Deus Ex: Mankind Divided (2016)[25]
- Gareth da piccolo e Karen, giornalista in FIFA 17 (2016)[26]
- Hawthorne in Destiny 2 (2017)[27]
- Jody Johnson in Hidden Agenda (2017)[28]
- Faith Jones in Need for Speed: Payback (2017)[29]
- Androide Chloe (nel menù di gioco) in Detroit: Become Human (2018)[30]
- Nakallah, Kivva e Mian in Horizon Forbidden West (2022)[31]
- Silver Sable in Spider-Man (2018)[32]
- Kassandra e Alexios bambino in Assassin's Creed: Odyssey (2018)[33]
- Razor Lemay in Starlink: Battle for Atlas (2018)[34]
- Sheila in Spyro: Reignited Trilogy (2018)
- Lou in Far Cry New Dawn (2019)[35]
- Specialista (donna) in Anthem (2019)[36]
- Regina Iskal in Remnant: From the Ashes (2019)[37]
- Lahni Kaliso in Gears 5 (2019)[38]
- Ruth Dzeng e Bar Lizzie in Cyberpunk 2077 (2020)[39]
- Freya Helvig in Call of Duty: Black Ops - Cold War (2020)[40]
- Skuld in Assassin's Creed: Valhalla (2020)[41]
- Hoang, Amano, Gomes, Herb, Kaya, Korrapati, Yseult in New World (2021)[42]
- Lady Hellbender in Marvel's Guardians of the Galaxy (2021)[43]
- Regina dei Junker/Junker Queen in Overwatch 2 (2022)[44]
- Aaliyah in Need for Speed: Unbound (2022)[45]
- Sirona Ryan, professoressa Bai Howin, Madama Kogawa e Gwendolyn Zhou in Hogwarts Legacy (2023)[46]
- Suzuran in Wild Hearts (2023)[47]
- Soniah in The Legend of Zelda: Tears of the Kingdom (2023)
- Martelle in Final Fantasy XVI (2023)[48]
- Interfaccia postazione da cecchino in Cyberpunk 2077: Phantom Liberty (2023)[39]
- Milena Romanova in Call of Duty: Modern Warfare III (2023)[49]
- Sig.ra Morton in Rainbow High: Runway Rush (2023)[50]
- Linda in The Casting of Frank Stone (2024) [51]
- Brooklyn in Barbie Progetto Amicizia (2024)[52]
- Olivia in Monster Hunter Wilds (2025) [53]
- Boss del Crimine e Receptionist della Rader Publishing in Split Fiction (2025)[54]

## Spot TV
- Citroën C3 (2016), Citroën C4 Cactus, Citroën C1, Vodafone, Sky, Bionike, Parodontax, Findus, Lines è, Fiesta, Golden Lady, Red Bull, Qonto, Esselunga, Unieuro, Raffaello ice cream, coca coca light, Parmigiano Reggiano,
- Speaker di Playhouse Disney (2005-2011) e Food Network (2017-) Frisbee (2020)

## Podcast
- Piccole storie da tutto il mondo, Wondery per Amazon Music